# Islam en Europa

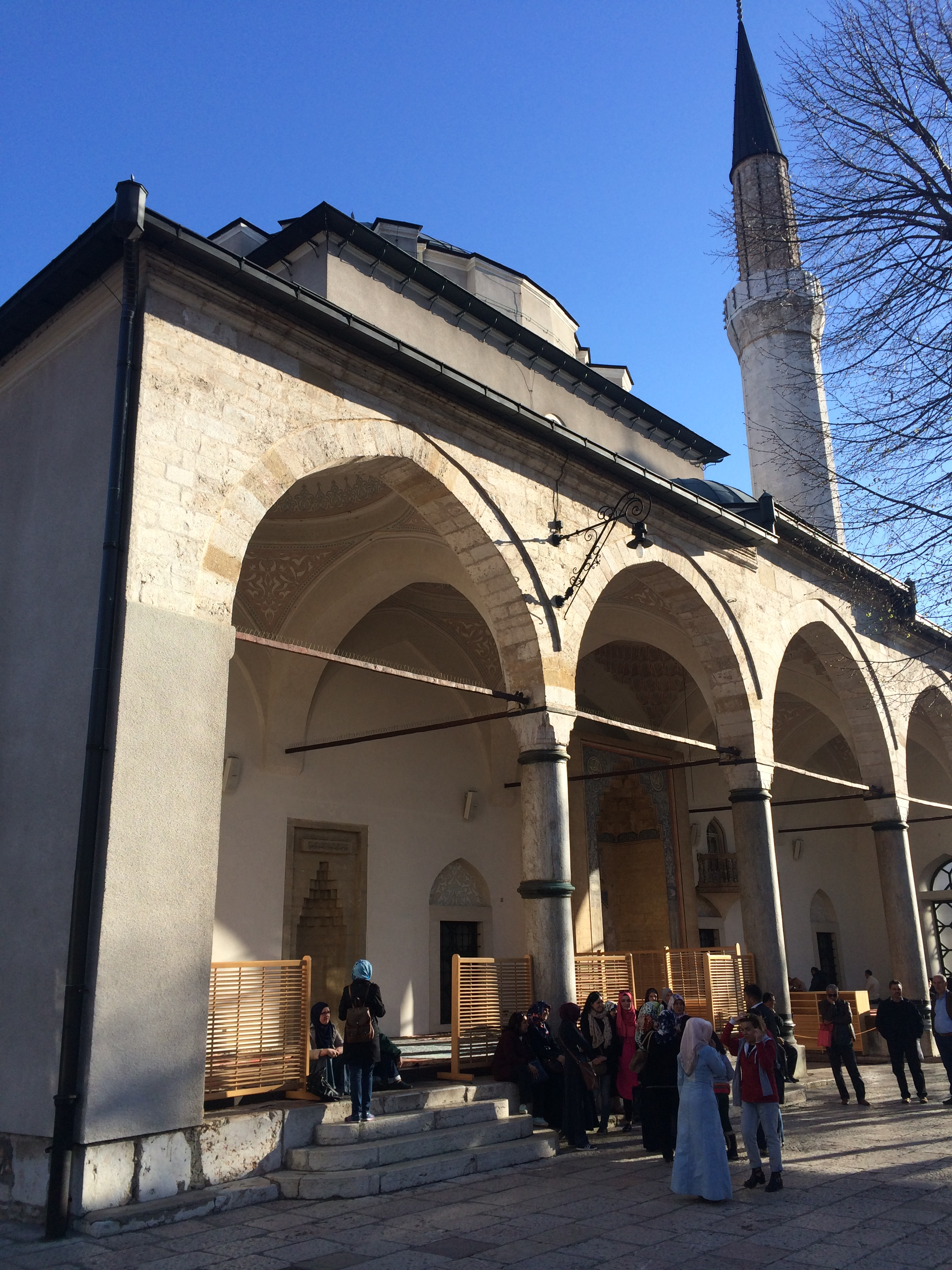
Esta es una imagen de la Mezquita Gazi Husrev Bey en Sarajevo (Bosnia y Herzegovina).

El islam en Europa es la segunda religión más importante, tras el cristianismo. 
Aunque la inmensa mayoría de musulmanes en Europa tienen su origen en los fenómenos migratorios de las últimas décadas, existen áreas de mayoría musulmana en los Balcanes desde la Edad Media. En concreto, la mayoría de los habitantes de Albania, Kósovo y Bosnia-Herzegovina son musulmanes. La gran mayoría de azeríes son asimismo musulmanes. Países transcontinentales como Turquía y Kazajistán son también de mayoría musulmana, así como la zona del Cáucaso septentrional, que forma parte de Rusia.

## Unión Europea
La práctica totalidad de musulmanes de la Unión Europea son de origen inmigrante, aunque existen cientos de miles de blancos europeos conversos al islam. Los Estados miembros de la Unión Europea con un mayor número de musulmanes son Francia con 6-7 millones de musulmanes (11,0% de la población) y Alemania (6,1% de la población).
La presencia del islam en Europa es uno de los principales asuntos políticos en prácticamente todos los países de la Unión Europea, especialmente a partir de 2015, año en que comenzó la crisis migratoria europea. Algunos de estos asuntos políticos suscitados por el fenómeno migratorio son el repunte del terrorismo islámico en Europa, la discriminación hacia los musulmanes, las caricaturas de Mahoma, y la vestimenta islámica. Los problemas planteados tienen relación con la libertad de expresión, la separación entre Iglesia y Estado, la discriminación, la seguridad nacional y la identidad cultural de las naciones.

## Por país
| - Islam en Albania - Islam en Alemania - Islam en Andorra - Islam en Austria - Islam en Azerbaiyán - Islam en Bélgica - Islam en Bielorrusia - Islam en Bosnia-Herzegovina - Islam en Bulgaria | - Islam en Chequia - Islam en Dinamarca - Islam en Eslovaquia - Islam en Eslovenia - Islam en Estonia - Islam en España - Islam en Finlandia - Islam en Francia - Islam en Georgia | - Islam en Grecia - Islam en Hungría - Islam en Irlanda - Islam en Islandia - Islam en Italia - Islam en Letonia - Islam en Liechtenstein - Islam en Lituania - Islam en Luxemburgo | - Islam en Macedonia del Norte - Islam en Malta - Islam en Moldavia - Islam en Mónaco - Islam en Montenegro - Islam en Noruega - Islam en Países Bajos - Islam en Polonia - Islam en Portugal | - Islam en Reino Unido - Islam en Rumanía - Islam en Rusia - Islam en San Marino - Islam en Serbia - Islam en Suecia - Islam en Suiza - Islam en Turquía - Islam en Ucrania |  |

- Nota, el Vaticano es un estado europeo, pero es teológico católico, y regula sus acciones con el mundo islámico a través del Pontificio Consejo para el Diálogo Interreligioso.